# Sacium fuscum
Sacium fuscum is een keversoort uit de familie molmkogeltjes (Corylophidae). De wetenschappelijke naam van de soort werd in 1875 gepubliceerd door Edgar von Harold.